# The Emperor's New Clothes
Ne doit pas être confondu avec The Emperor's New Clothes (album).
Pour plus de détails, voir Fiche technique et Distribution.
The Emperor's New Clothes (les Habits neufs de l’Empereur) est un film tourné en 2001, sorti la même année, adapté du roman de Simon Leys The Death of Napoleon (La Mort de Napoléon). Ce film a été réalisé par Alan Taylor avec comme principaux interprètes Ian Holm dans les rôles de Napoléon (qui avait déjà incarné l'empereur trente ans plus tôt dans Napoleon and Love (en)) et d'Eugène Lenormand, un sosie de Napoléon, Iben Hjejle dans le rôle de Nicole Truchaut « la citrouille » et Tim McInnerny dans le rôle du Docteur Lambert. Le film réinvente les événements autour de l'exil de Napoléon Bonaparte sur l'île Saint-Hélène après la défaite de Waterloo.
Bien que se déroulant à Paris, le film a été tourné principalement à Turin (Italie).
En 2002 le film reçut un prix[Lequel ?] au festival du film de Floride.

## Synopsis
L’histoire commence lors des derniers jours de l'empereur Napoléon, du moins les derniers jours officiellement reconnus. Nous sommes chez un épicier, Eugène Lenormand, qui, à la lueur d'une chandelle, narre une histoire à un jeune garçon, tandis que sur le mur apparaît l’image de l’Empereur maintenant défunt. Et si, au lieu de croupir en exil pour le reste de ses jours, Napoléon, avec l'aide de Lenormand, avait conçu une combine pour s’échapper de prison grâce à un sosie ?
Eugène Lenormand est un aide cuisinier embarqué à bord d’un bateau de ravitaillement passant devant Saint-Hélène, c'est aussi un sosie de Napoléon. Ils échangent leur place avec l’intention de révéler la supercherie une fois certain que Napoléon ait atteint Paris, ainsi Lenormand se dénoncera comme imposteur et Napoléon reprendra le trône. Le plan semble suffisamment simple et, si tout se déroule sans anicroche, Napoléon déguisé en Lenormand quittera l’île, et Lenormand, déguisé en Napoléon, restera, attendant de déclencher la phase finale de ce plan par la révélation de la duperie.
Mais rien ne se passe comme prévu. Pour éviter les premiers problèmes sur le chemin de la France, Napoléon doit quitter le navire en deçà de la frontière et se voit obligé de traverser Waterloo, le lieu de sa défaite face à Wellington, pour s’apercevoir que le site de l’ultime bataille est devenu un piège à touristes. Arrêté à la frontière par des gardes, tout laisse croire qu’il va encore être retardé avant de se rendre compte que l’un des gardes lui est toujours loyal et que c’est un agent de la conspiration. Après bien des pérégrinations il arrive enfin en France où il se terre en attendant son retour triomphal.
Seulement Lenormand qui commence à se plaire dans la peau de l’Empereur, change la donne en refusant de dévoiler son imposture. Alors que Napoléon attend, Lenormand entame l’existence fastueuse permise par son exil, et il vit la vie de Napoléon, racontant les Mémoires de l’Empereur telles que, selon lui, elles auraient dû être.
Napoléon se résigne à son sort et s’emploie à venir à la rescousse des affaires de feu le lieutenant Truchaut, mettant au point un plan pour vendre des fruits en tant que veuve du lieutenant et essayant de sauver la maison de la faillite. En travaillant avec la veuve, il en tombera finalement amoureux. Mais quand Napoléon meurt à Saint-Hélène comme l’Histoire nous l’a appris, le vrai Napoléon doit choisir entre la vie qu’il a eu et la vie qu’il a maintenant, entre l’amour de la France et l’amour d’une femme trouvé en cherchant à récupérer le trône.

## Fiche technique
- Réalisation : Alan Taylor
- Scénario : Kevin Molony, Alan Taylor et Herbie Wave
- D'après le roman de Simon Leys, The Death of Napoleon
- Production : Uberto Pasolini
- Musique originale : Rachel Portman
- Photographie : Alessio Gelsini Torresi
- Montage : Masahiro Hirakubo
- Décors : Andrea Crisanti
- Costumes : Sergio Ballo
- Direction artistique : Carlo Rescigno
- Pays de production :  Italie,  Royaume-Uni  Allemagne
- Langue de tournage : anglais
- Dates de sortie : 
  - Suisse : 11 août 2001 (Festival international du film de Locarno)
  - Italie : 7 décembre 2001
  - Danemark : 11 avril 2002 (NatFilm Festival (en))

## Distribution
- Ian Holm : Napoleon Bonaparte / Sergent Eugene Lenormand
- Iben Hjejle : Nicole Truchaut
- Tim McInnerny : Dr Lambert
- Tom Watson : Gerard
- Nigel Terry : Montholon
- Hugh Bonneville : Bertrand
- Murray Melvin : Antommarchi
- Eddie Marsan : Louis Marchand
- Clive Russell : Sergent Justin Bommel
- Bob Mason : Capitaine Nicholls